# جيولوجيا الجزائر

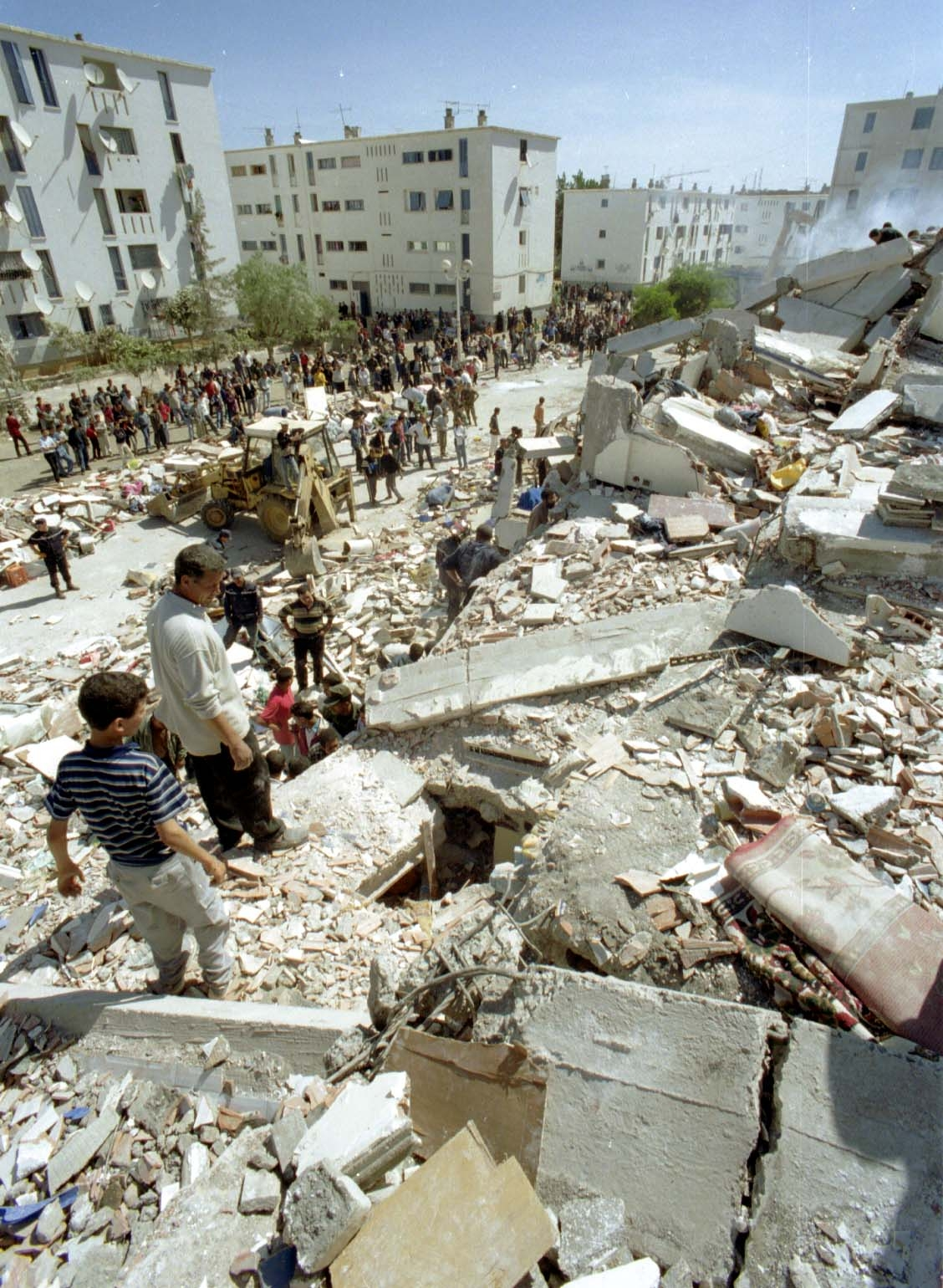
زلزال بومردس 2003

تعد جيولوجيا الجزائر متنوعة، تنقسم البلاد إلى ثلاثة مجالات مختلفة للصفائح التكتونية، في الجنوب والغرب يوجد غرب إفريقيا كراتون الذي يتكون من قبو الغرانيت قبل العصر الكامبري وأحزمة حقبة الطلائع الحديثة المتنقلة المحيطة، جنوبًا، يتألف درع الطوارق من الدروع الفرعية جبال هقار وأدرار إفيوغاس وجبال آير التي تأثرت كل منها بالأحداث الحرارية التكتونية التي تمس معظم القارة، في الشمال توجد سلسلة جبال الألب مع سلسلة من الطبقات المطوية ومفرطة الدفع.

## جيولوجيا اقتصادية
إن إنتاج النفط والغاز مهم للاقتصاد الجزائري، كونه المنتج الرئيسي لأفريقيا، وقدرت احتياطياتها بحوالي 4.502 تريليون م3 في نهاية عام 2008، عُثر على الحقول الإنتاجية في سلالات التقلص، سلالات التصدع أو القباب، الخزانات الموجودة في الأحجار الرملية في العصر الأوردوفيشي، العصر الثلاثي، العصر الديفوني، والعصر الفحمي، صخور الغطاء تشمل متبخرات الحجر الرملي وطفل صفحي إلى صخر ديفون، وكانت أهم صخور الهيدروكربونات هي صخور العصر السيلوري الغنية بالمواد العضوية، في عام 2008، كانت الجزائر رابع أكبر منتج للنفط في إفريقيا حيث تمثل سدس إنتاج القارة، تبلغ احتياطيات البلاد المؤكدة من النفط الخام 1.66 مليار طن، أو حوالي 1% من الاحتياطي العالمي.

## مخاطر جيولوجية
في شمال الجزائر، تحدث الزلازل بشكل متكرر، وتسبب في إتلاف البنية التحتية والممتلكات، فضلاً عن التسبب في خسائر بشرية، تسبب زلزال الأسنام عام 1980 في مقتل 2600 شخص وتشريد 300000 شخص.